# Литургия Иоанна Златоуста
Литурги́я Иоа́нна Златоу́ста (греч. Η Θεία Λειτουργία του Χρυσοστόμου) — чин литургии византийского обряда, которая, согласно Богослужебному уставу, совершается в бо́льшую часть дней богослужебного года в Православной церкви.
Авторство традиционно приписывается святителю Иоанну Златоусту, архиепископу Константинопольскому (398—404), однако среди исследователей существуют различные точки зрения о реальном авторстве Иоанна Златоуста в отношении Литургии, надписанной его именем. На современном этапе преобладает мнение, что древняя антиохийская анафора апостолов, которая легла в основу анафоры литургии Златоуста, была переработана действительно Иоанном Златоустом. Литургия Иоанна Златоуста состоит из трёх последовательных частей: проскомидии, литургии оглашенных и литургии верных.

## Исторический очерк

### Издания
Первые греческие печатные издания Литургии Иоанна Златоуста были созданы в XVI веке в Венеции. В начале XVI века появляются первые славянские издания Литургии: в составе Служебников, изданных в Тырговиште (типография Макария) (1508), и в Венеции (типография Божидара Вуковича) (1519). Первый русский печатный Служебник вышел в 1602 году, в Москве. При патриархе Никоне (1652—1666) текст Литургии подвергся правкам на основе греческих Евхологиев XVI века и украинских изданий Служебников начала XVII века (в основном Служебника епископа Гедеона Балабана). В 1874—1878 годах в России было издано «Собрание древних Литургий, восточных и западных», в которое вошла и древняя Литургия Иоанна Златоуста.
В настоящее время дониконовский вариант Литургии практикуется в богослужении старообрядцев и единоверцев.

### Происхождение
Древних сведений о том, что Иоанн Златоуст являлся автором литургических текстов не сохранилось. Однако различные упоминания литургических обрядов в обширном литературном наследии архиепископа Константинополя привели к тому, что чин наиболее распространённой в Византии литургии был приписан его имени. Начиная с VIII века все византийские литургические рукописи предписывают авторство самой распространённой Литургии исключительно Иоанну Златоусту. Современные исследователи приходят к мнению, что говорить об авторстве Иоанна Златоуста возможно лишь применительно к анафоре и некоторым молитвам священника, читаемым на Литургии. Ряд учёных возводят происхождение анафоры Литургии Иоанна Златоуста к т. н. «анафоре апостолов», упоминаемой в трактате Леонтия Византийского «Против несториан и евтихиан» VI века. Среди известных древних анафор наиболее текстологически близкой к анафоре Литургии Иоанна Златоуста является сирийская «анафора двенадцати апостолов». Проведя сравнительный анализ двух анафор российский литургист Николай Успенский писал:

«Если о Василии Великом можно сказать, что он на основе анафоры, существовавшей до него в Каппадокийской Церкви, создал свою анафору, существенно отличную от прежней, и является автором её, то Иоанн Златоуст был только редактором. Он придал раздельным тирадам «Анафоры двенадцати апостолов» хорошую, слаженную литературную форму с рациональным дедуктивным развитием мысли. В этой редакционной работе было сохранено исповедание истин древней анафоры, но это было сделано в духе посленикейского богословия и литературной эстетики греческого происхождения».
По мнению крупнейшего исследователя восточных обрядов и литургиста Роберта Тафта тексты анафоры Иоанна Златоуста и анафоры двенадцати апостолов восходят к древней греческой анафоре, которая не сохранилась. По мнению Тафта анафора Златоуста фактически является анафорой, которая использовалась в Антиохии и которую Иоанн Златоуст ввёл в Константинополе в 398 году, после своего назначения столичным архиепископом.

### Литургия Иоанна Златоуста в византийский период
Древнее разнообразие литургических чинов, характерное для раннего христианства сменилось, со временем, постепенной унификацией богослужения. После IV века вокруг крупных церковных центров начинают формироваться отдельные богослужебные обряды: александрийский, восточно-сирийский, западно-сирийский, константинопольский и другие. Последующие исторические события привели к ещё большей унификации богослужения в византийской церкви. Так, в XII веке Антиохийский патриарх и византийский канонист Феодор Вальсамон отмечал: «Все Церкви должны следовать обычаю Нового Рима и совершать священнослужение по преданиям великих учителей Иоанна Златоуста и святого Василия». В Византии до эпохи иконоборчества основным богослужением являлась Литургия Василия Великого. Эта литургия совершалась во все воскресные дни и праздники, однако со временем Литургия Златоуста стала служиться чаще, а Литургия Василия Великого совершалась реже. После победы над иконоборчеством Литургия Иоанна Златоуста фактически стала вседневной, воскресной и праздничной службой.
Одним из факторов, который привёл к постепенному вытеснению Литургии Василия Великого и повсеместному использованию Литургии Златоуста, является продолжительность и торжественность молитв двух чинопоследований. Молитвы Литургии Златоуста более кратки и лаконичны, нежели молитвословия службы святителя Василия.

## Содержание Литургии

### Приготовление к Литургии
Литургия Иоанна Златоуста является чинопоследованием, состоящим из двух частей: Литургии оглашенных и Литургии верных. Перед Литургией оглашенных происходит ряд приготовительных действий, которые включают в себя вхо́дные молитвы, облачение священнослужителей и проскомидию. Входные молитвы произносятся клириками перед входом в алтарь и в церковной практике имеют название «начало обычное». Затем читаются два тропаря (первый из богослужения Недели Торжества Православия, второй отсылает к Благовещению Богородицы (Лк. 2:28). По традиции далее священнослужители прикладываются к иконам Иисуса Христа и Божией Матери, а священник читает особую молитву перед закрытыми царскими вратами. Далее служащий иерей просит прощения у сослужащих клириков. После этого следует вход в алтарь, диакон читает стихи 5-го псалма. Войдя в алтарь, диакон целует престол, священник целует Евангелие и престол.
Облачение священнослужителей (диакона, пресвитера и архиерея) является также подготовительным действом перед Литургией. В современной практике Русской православной церкви облачение диакона и иерея совершается в алтаре, а епископа на кафедре. При облачении читаются стихи, созданные на основе ветхозаветных книг.

#### Проскомидия
Проскомидия (др.-греч. προσκομιδή, буквально «приношение») — подготовительная часть литургии. В ранней церкви существовал обычай принесения верующими хлеба и вина для евхаристических собраний, из которого и развилась позже проскомидия. Данная часть литургии совершается на жертвеннике, на котором располагаются просфоры, вино и богослужебные предметы: дискос, потир, звездица, копие, лжица. В традиции Русской православной церкви принято использовать пять просфор (др.-греч. προσφορά – «приношение», «пожертвование»). На верхней части просфор принято ставить изображения креста или иные священные образы. Главная просфора называется агничной и имеет вверху изображение круга с крестом и надписью «ИС ХС НИ КА» (в переводе с греческого «Иисус Христос побеждает»). Из этой просфоры изготовляется хлеб кубичной формы, который называется Агнец. В соответствии с догматическим учением, в ходе богослужения именно Агнец претворяется в Тело Спасителя. Из остальных четырёх просфор также вынимаются частицы: в память Богородицы (вторая просфора), память всех святых (третья), за здравие и упокой христиан (четвёртая и пятая).
Священник начинает проскомидию с чтения тропаря, заимствованного из богослужения Великой пятницы, с воспоминанием распятия Иисуса Христа. Византийский литургист Николай Кавасила (XIV век) так характеризует происходящее в начале проскомидии:

«Происходящее в жертвеннике над принесенным хлебом есть наглядное изображение Страстей Христовых и совершается в воспоминание (1Кор. 11:24, 25) о том, как Он пострадал за нас и умер. И таким образом повествуется о смерти Господа (1Кор. 11:26) не только через то, что иереи говорят, но и через то, что они делают».
Таким образом, проскомидия имеет не только практическое значение в виде приготовления хлеба и вина для евхаристии, но также и символическое значение, воспоминая Распятие Сына Божия. После завершения чтения тропаря, диакон обыкновенно испрашивает благословения у священника: «Благослови, Владыко!», иерей отвечает: «Благословен Бог наш всегда, ныне и присно и во веки веков». После этого на клиросе чтец совершает чтение третьего и шестого часов, в ходе которого и происходит проскомидия.
Священник приготовляет из первой просфоры Агнец, поочерёдно отрезая правую, левую, верхнюю, нижнюю части. При этом произносятся пророческие слова о страждущем Мессии из Книги пророка Исаии: «как овца, веден был Он на заклание, и как агнец пред стригущим его безгласен, так Он не отверзал уст Своих. От уз и суда Он был взят; но род Его кто изъяснит? ибо Он отторгнут от земли живых» (Ис. 53:7, 8). После этого иерей переносит Агнец на дискос со словами, основанными на изречении Иоанна Крестителя: «Жрется Агнец Божий, вземляй грехи мира, за мирский живот и спасение». Диакон, испрашивая благословение у священника, вливает вино в потир, а священник произносит отрывок из Евангелия от Иоанна (Ин. 19:34).
Завершая проскомидию, священник читает молитвы: о себе, над кадилом и совершает каждение над Агнцем на дискосе. Затем священнослужитель накрывает чашу покровцами, при этом читаются молитвы из Псалтири (Пс. 92:1—5), книги пророка Аввакума (Авв. 3:3). Священник совершает каждение жертвенника и благодарит Бога за послание в мир Спасителя — Сына Божия. В заключении проскомидии происходит полное каждение храма (алтаря, икон, собравшихся на богослужение), читается молитва, которая наиболее полно раскрывает смысл, совершившегося «приношения»: 
|                     | Церковнославянский текст | Русский перевод |
| ------------------- | --- | --- |
| Молитва проскомидии | Боже, Боже наш, Небесный Хлеб, пищу всему мiру, Господа нашего и Бога Иисуса Христа пославый, Спаса и Избавителя и Благодетеля, благословяща и освящающа нас, Сам благослови предложение сие, и приими е в пренебесный Твой жертвенник. Помяни, яко благ и человеколюбец, принесших и ихже ради принесоша, и нас неосуждены сохрани во священнодествии Божественных Твоих Таин. Яко святися и прославися пречестное и великолепое имя Твое, Отца, и Сына, и Святаго Духа, ныне и присно, и во веки веков. Аминь. | Боже, Боже наш, небесный Хлеб, пищу всему миру – Господа нашего и Бога Иисуса Христа, пославший как Спасителя и Искупителя и Благодетеля, благословляющего и освящающего нас, Сам благослови это приношение и прими его на превысший небес Свой жертвенник. Помяни, как Благой и Человеколюбец, его принесших и тех, за кого принесли, и нас не осужденными сохрани в священнодействии божественных Твоих Таинств. Ибо свято и преславно всесвященное и величественное имя Твое, Отца и Сына и Святого Духа, ныне и всегда, и во веки веков. Аминь. |

### Литургия оглашенных
По содержанию Литургия оглашенных по чину Иоанна Златоуста состоит из следующих последовательных частей: начальный возглас, великая ектения, три антифона, чередующиеся с двумя малыми ектениями, гимн «Единородный Сыне», малый вход, пение Трисвятого, чтение Апостола и Евангелия, сугубая ектения и ектения об оглашенных. Литургия оглашенных начинается возгласом диакона «Благослови, Владыко», священник восклицает «Благословенно Царство Отца и Сына и Святого Духа, ныне и присно и во веки веков». После начального возгласа, совершается великая ектения (греч. ἐκτενὴς; буквально — «продолжительное моление»). Данная литургическая молитва состоит из возглашений диакона, содержащих призыв к молитве о людях, предметах или явлениях. На великой ектении возносятся молитвы о духовном состоянии молящихся, о спасении верующих христиан, о мирных временах и прекращении вооружённых конфликтов, о единстве Церкви, о храме, о священноначалии, о светских властях, армии, о «благоприятной погоде и изобилии плодов земли», о путешествующих, заключенных, об избавлении от скорби, опасности и беды.
Вслед за великой ектенией совершаются три антифона. Богослужебный Устав регламентирует исполнение антифонов в зависимости от дней совершения богослужения. По будням исполняются т. н. «вседневные антифоны» (псалмы 91, 92 и 94), что практикуется в греческих православных церквях. В Русской Православной церкви вседневные антифоны исполняются редко, а по будням и воскресеньям исполняются т. н. «антифоны изобразительны»: псалом 102 («Благослови душе моя Господа»), псалом 145 («Хвали душе моя Господа») и заповеди блаженства. После второго антифона исполняется тропарь «Единородный Сыне», а в конце третьего антифона также происходит малый вход.
Во время пения третьего антифона, свещеносец, священник и диакон выходят из северных дверей алтаря на середину храма, при этом диакон несёт Евангелие, а священник читает молитву («Владыко Господи Боже наш, установивый»). Диакон, обращаясь к иерею, произносит: «Благослови, владыко, святых вход», священник отвечает: «Благословен вход святых Твоих, всегда, ныне и присно и во веки веков». После этого диакон возглашает: «Премудрость про́сти», что означает скорое чтение Апостола и Евангелия, то есть призыв к внимательному слушанию следующего этапа богослужения. Далее священнослужители входят в алтарь через царские врата, при этом исполняется входной стих («Придите, поклонимся и припадем ко Христу! Спаси ны, Сыне Божий, воскресый из мертвых, поющия Ти: аллилуйя»). При иерейском богослужении малый вход совершается менее торжественно, чем при архиерейском. На малом входе епископ благословляет верующих дикирием и трикирием, а затем входит в алтарь. При архиерейском служении, после малого входа епископ также совершает каждение храма, молящихся и икон под пение гимна «Εἰς πολλὰ ἔτη, δέσποτα» на греческом языке. При иерейской службе, далее священник в алтаре читает молитву Трисвятого («Боже Святый, иже во святых почиваяй»), затем произносится возглас «Господи, спаси благочестивыя». Затем следует пение гимна Трисвятое («Святый Боже, Святый крепкий, Святый бессмертный, помилуй нас!») при исполнении которого, священство переходит к Горнему месту.
Перед чтением Апостола (богослужебная книга, состоящая из Деяний апостолов и апостольских посланий) поются прокимны (греч. προκείμενον — буквально «предлежащий») — специально подобранный стих из Псалтири. Затем читается от одного до трёх отрывков (зачал) из Апостола. После чтения Апостола, хор исполняет Аллилуиарий (трёхкратное пении Аллилуйя с псалмами). Перед чтением Евангелия священник читает тайную молитву («Возсияй в сердцах наших»), затем следуют возгласы иерея и диакона: «Премудрость про́сти, услышим святаго Евангелия», «Мир всем», «От Матфея/Марка/Луки/Иоанна святаго Евангелия чтение». В Русской православной церкви Евангелие разделено на 368 зачал: 116 — в Евангелии от Матфея, 71 — от Марка, 114 — от Луки и 67 — от Иоанна, читаемых за богослужениями. После чтения священнослужители переходят от горнего места к престолу, где совершается сугубая ектения. На сугубой ектении возносятся молитвы о священноначалии и церковном клире, а также происходит чтение записок «за здравие» и «за упокой», поданных прихожанами. Также священник читает молитву сугубой ектении («Господи Боже наш, прилежное сие моление»). Литургия оглашенных завершается ектенией об оглашенных, возносимой диаконом и священнической молитвой («Господи Боже наш, иже на высоких живый»). В современной практике православных церквей греческой богослужебной традиции сугубая ектения и ектения об оглашенных опускаются, после чтения Евангелия следует возглас Яко да под державою Твоею и начинается Литургия верных.

### Литургия верных
Литургия верных начинается с благодарения и славословия Богу. Затем снова следует ектения, после которой поётся херувимская песнь, во время которой диакон производит каждение храма, а Святые Дары с жертвенника торжественно перемещаются на престол. После пожелания мира отодвигается завеса с Царских врат и исполняется Никео-Цареградский символ веры. Диакон призывает людей к усердной молитве, хор отвечает пением  «Милость мира». Священник благословляет прихожан, начиная анафору, при которой большая часть молитв читается тайно. После «Достойно есть» и просительной ектении читается (в РПЦ всегда поётся) «Отче наш». Первыми в алтаре причащаются священнослужители. После открываются Царские врата, и диакон выносит Святые Дары для причащения народа, который встаёт в очередь и складывает крестообразно руки на груди. Затем исполняются благодарственные молитвы и Псалом 33, после чего следует отпуст с раздачей антидора верным.

## Литургия в Восточных католических церквях
После Брестской унии (1596) в Униатской церкви начали проводиться меры по унификации восточного и латинского богослужебных обрядов: введено совершение нескольких литургий в день на одном и том же престоле, вводилась литургия без пения («шептана мша», то есть тихая месса), упразднялись проскомидия, малый и великий вход, ектеньи. Серьёзные нововведения в литургической практике Униатской церкви были приняты на Замойском соборе 1720 года: за литургией было введено поминание папы римского и чтение Филиокве в Символе Веры.
Аналогичные процессы происходили и в среде арабов-униатов. В середине XIX века расширилось латинское влияние на церковную жизнь Мелькитской грекокатолической церкви. Появились латинские элементы в убранстве храмов, началось использование орга́на в богослужении. Во многом деятельность мелькитского патриарха Григория II Юсефа (1864—1897) и понтификат папы Льва XIII (1878—1903) привели к ослаблению латинизации среди мелькитов и изданию папской энциклики «Orientalium dignitas» (1894) о защите традиционных обрядов восточных католиков.
В богослужении Украинской грекокатолической церкви используются собственные издания Литургии Иоанна Златоуста, сохраняющие как элементы украинских изданий XVII века, так и более поздние элементы, испытавшие влияние католического богословия. В современной практике Белорусской грекокатолической церкви литургия Иоанна Златоуста является переработанной версией, используемой в Русской православной церкви. Отличия заключаются в использовании термина «правоверный», вместо «православный» и поминовение папы римского. После Второго Ватиканского Собора (1962—1965) и издания декрета «Orientalium Ecclesiarum» в Католической церкви начался процесс возвращения к древним восточным обрядам и традициям. К примеру, в 2005 году от употребления Филиокве при чтении Символа веры во время богослужений отказалась Архиепархия Виннипега Украинской грекокатолической церкви.

## Литургия Иоанна Златоуста в русской музыке
В 1878 году русский композитор Пётр Ильич Чайковский написал своё первое большое произведение для православного богослужения — «Литургию Святого Иоанна Златоуста». Литургия Чайковского, по мнению современных музыковедов, — принципиально новое произведение для эпохи Чайковского. Она — первое после Дмитрия Бортнянского обращение крупного русского композитора к музыке для исполнения в церкви. Кроме этого, если прежде композиторы ограничивались сочинением только отдельных фрагментов богослужения, Чайковский написал музыку ко всему богослужению.